# Liste der Monuments historiques in Orville (Côte-d’Or)
Die Liste der Monuments historiques in Orville führt die Monuments historiques in der französischen Gemeinde Orville auf.

## Liste der Objekte
| Bezeichnung                        | Beschreibung                                        | Standort                                     | Kennzeichnung | Schutzstatus | Datum | Bild |
| ---------------------------------- | --------------------------------------------------- | -------------------------------------------- | ------------- | ------------ | ----- | ---- |
| Relief Enthauptung eines Märtyrers | Holz, farbig gefasst und vergoldet, 17. Jahrhundert | in der Kirche Assomption-de-la-Vierge (Lage) | PM21001686    | Classé       | 1913  |      |
| Glocke                             | Bronze, 16. Jahrhundert                             | in der Kirche Assomption-de-la-Vierge (Lage) | PM21001687    | Classé       | 1915  |      |